# Patrick Bioul
Patrick Bioul (Namen, 17 juli 1952) is een voormalig Belgisch lid van het Waals Parlement.

## Levensloop
Beroepshalve werd Bioul notaris.
In 1982 werd hij verkozen tot PRL-gemeenteraadslid van Gembloers, waar hij van 1983 tot 1988 oppositieleider. Van 1989 tot 2000 was hij er schepen en in 1995 was hij voor korte tijd waarnemend burgemeester van Gembloers na het overlijden van titelvoerend burgemeester Gérard Jaumain.
Van 1999 tot 2000 zetelde hij in het Waals Parlement en in het Parlement van de Franse Gemeenschap ter opvolging van toenmalig minister Jean-Marie Severin, waarna hij van 2001 tot 2006 provincieraadslid van Namen was. Vanaf 2001 zetelde hij ook namens de Mouvement Réformateur als lid van de oppositie in de gemeenteraad van Gembloers. In augustus 2008 stopte hij als gemeenteraadslid. In april 2009 verliet hij de MR en stapte over naar de Parti Socialiste.